# Скейтбординг

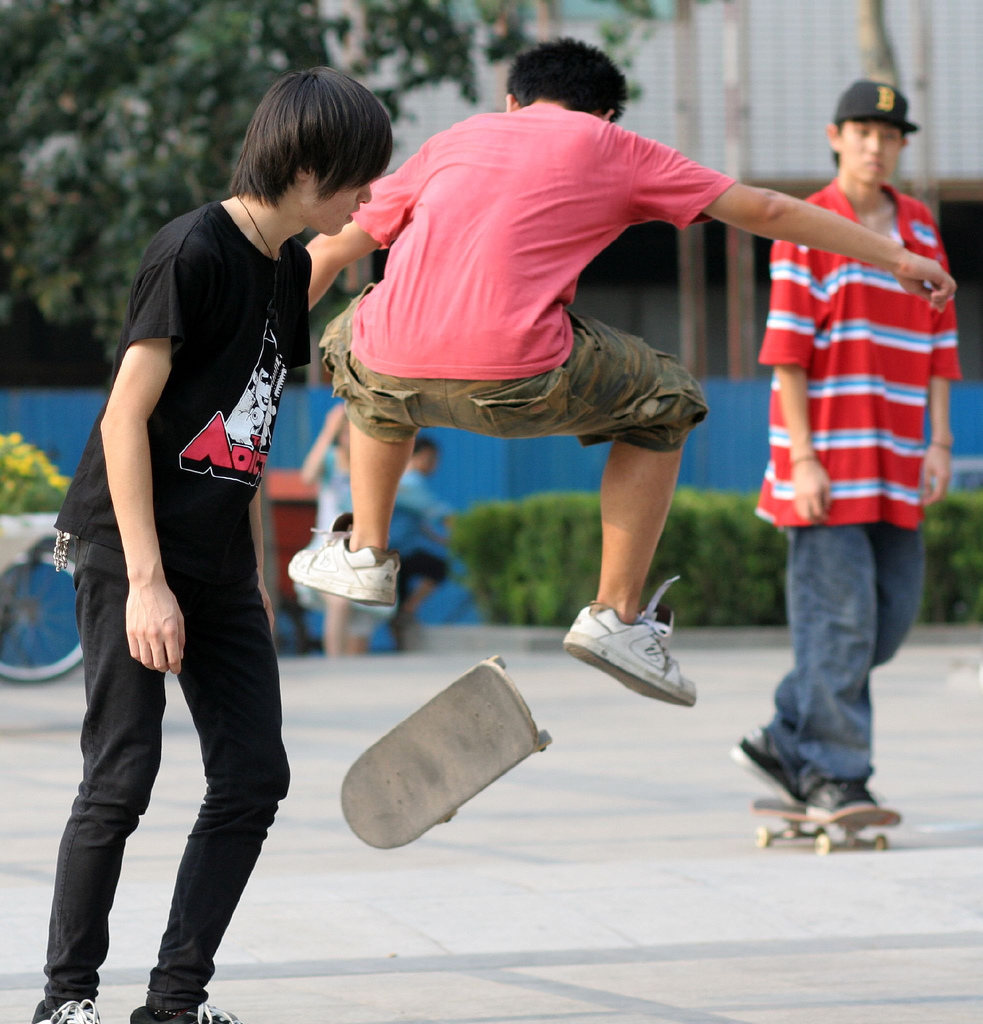
Скейтеры в Пекине.

Скейтбо́рдинг (англ. skateboarding) — экстремальный вид спорта, заключающийся в катании и в исполнении различных трюков на скейтборде.
Скейтбординг также включает развлекательную деятельность, вид искусства, работу в индустрии развлечений и способ передвижения. Человека, занимающегося скейтбордингом, называют скейтборди́стом, или ске́йтером. Отчёт за 2009 год показал, что годовой доход рынка скейтбординга оценивается в 4,8 миллиарда долларов США, а в мире насчитывается 11,08 миллиона активных скейтбордистов. В 2016 году было объявлено, что скейтбординг будет впервые представлен на Олимпийских играх в Токио 2020 года. 21 июня отмечается Международный день скейтбординга. С 1970-х годов для скейтбордистов и других представителей экстремальных видов спорта специально создавались скейтпарки. Тем не менее, критики скейтбординга заявляют, что деятельность скейтбордистов приводит к повреждению бордюров, каменных кладок, ступеней, скамеек, площадей и парков.

## История скейтбординга

### 1940—1960-е

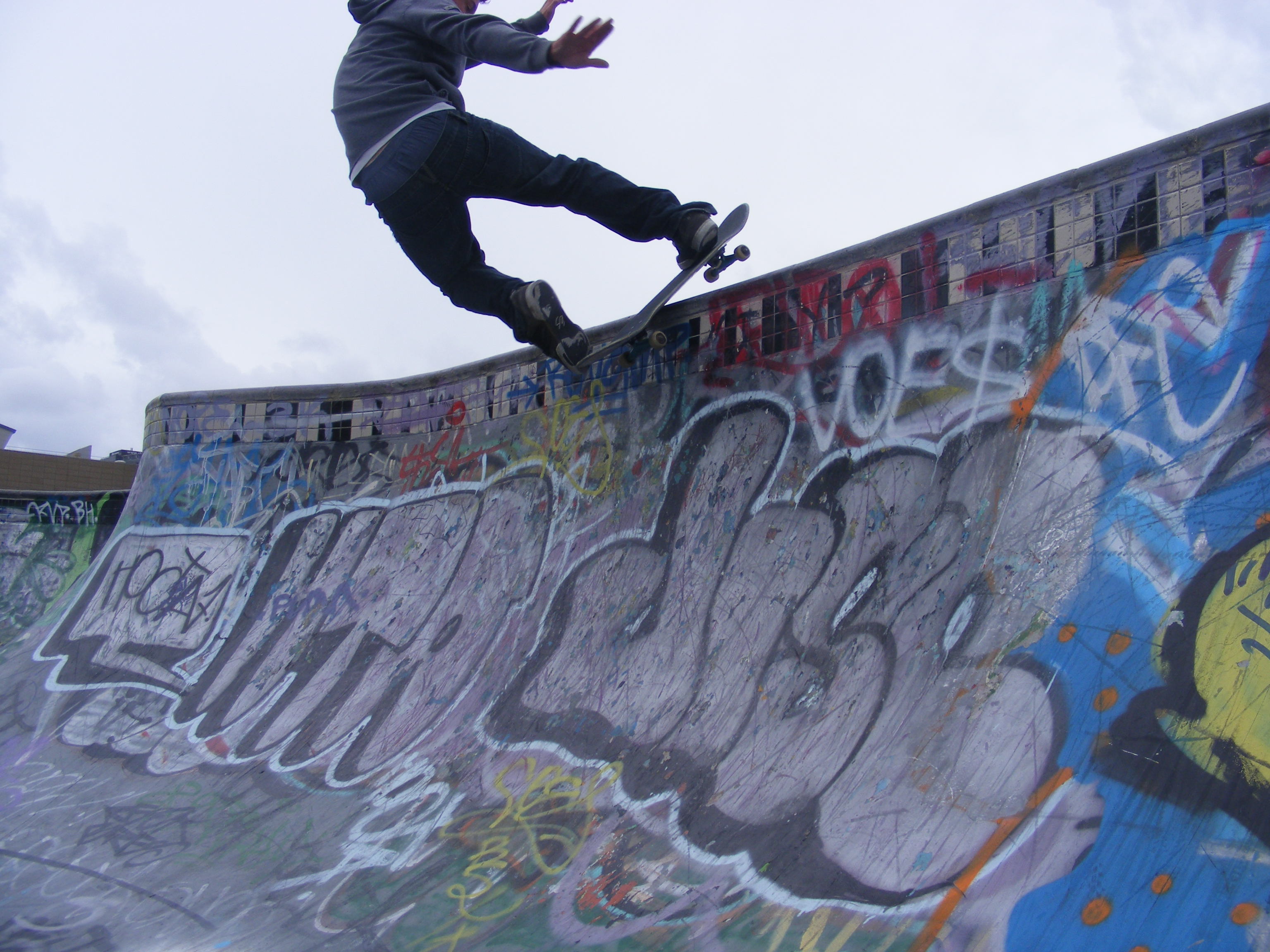
Скейтер выполняет лип-трюк FS Rock and Roll. Веллингтон, Новая Зеландия

Скейтбординг появился в конце 1930-х — начале 1940-х годов, в среде калифорнийских сёрферов, которые не могли заниматься сёрфингом, когда не было волн. Первыми скейтами были ящики и доски с прикреплёнными колёсами. Позже ящики были заменены на доски из спрессованных слоёв древесины — похожие на те, которые используются в настоящее время.
В начале 1960-х производители досок для сёрфинга начинают выпускать скейтборды. В это же время, благодаря журналу Skateboarder Magazine, популярность скейтбординга возросла. В 1965 году были проведены несколько чемпионатов. Но, уже к 1966 году популярность скейтбординга упала и стала увеличиваться только в начале 1970-х. Однако уже в середине 60-х и начале 70-х начали развиваться скейтбордические фирмы, которые имеют сегодня наибольшую популярность (Vans)

### 1970-е
В начале 1970-х, Фрэнк Нэсворти создаёт полиуретановые колёса. Благодаря таким их свойствам, как улучшенное сцепление с дорогой и лёгкость, популярность скейтбординга резко увеличивается. Компании начинают выпуск подвесок специально предназначенных для скейтбординга. Деки становятся шире, достигая 10 дюймов (25,4 см), таким образом давая скейтеру больше контроля над скейтом.
Производители начинают экспериментировать с новыми материалами для дек, такими как стекловолокно и алюминий, но большинство дек делаются из кленовой фанеры. Скейтеры начинают изобретать новые трюки. Также, калифорнийские скейтеры, среди которых Ty Page, Брюс Логан, Бобби Пирси, Кевин Рид, и команда Z-Boys, начинают кататься в бассейнах, пустых из-за засухи 1976 года. Они являются первыми, кто начал кататься в стиле верт.
Результатом верт-движения стала борьба скейт-парков с высокой ответственностью, что привело большинство из них к закрытию. В ответ на это, верт-скейтеры начали строить свои собственные рампы, а фристайл-скейтеры продолжали развиваться в стиле флэтленд. Таким образом, к началу 1980-х годов, популярность скейтбординга вновь снизилась.

### 1980-е

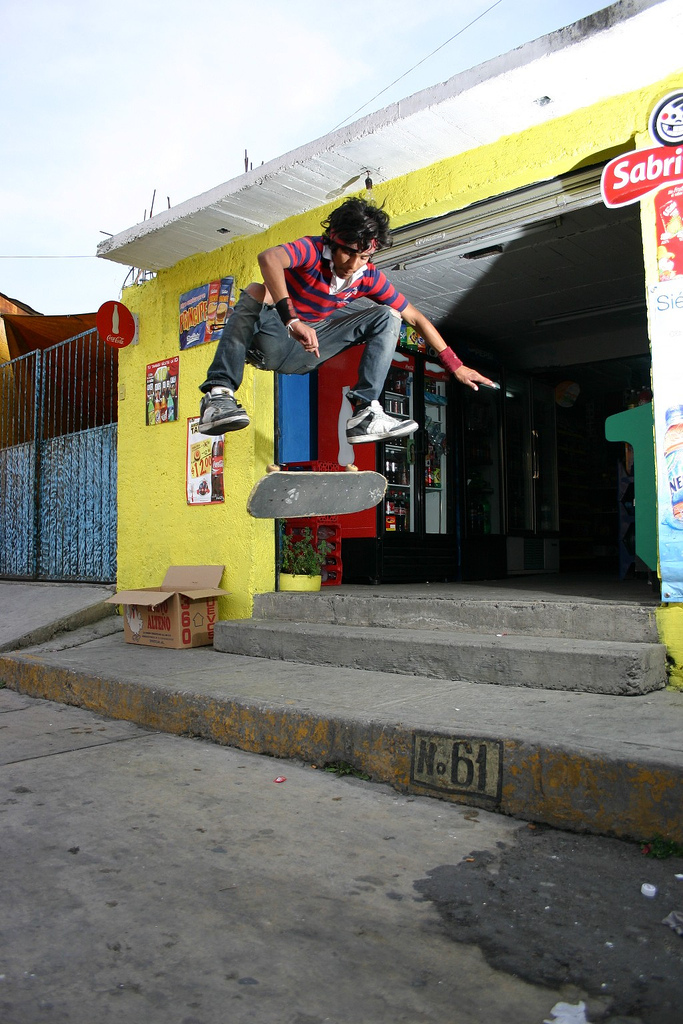
Скейтер выполняет kickflip

Изобретение Аланом Гелфандом прыжка без рук (позже названного ollie) в 1976 году и развитие грэб-трюков Джорджом Ортоном и Тони Альвой, позволило скейтерам выполнять трюки в вертикальных рампах. Но, поскольку большинство скейтеров в то время не имели доступа к рампам и не могли себе позволить собственные рампы, стрит-стиль завоевал популярность. Одним из пионеров стиля стрит стал Родни Маллен, который изобрёл многие современные трюки, такие как impossible и kickflip.
Влияние фристайла на стрит стало заметно с середины 80-х, но скейты всё ещё оставались предназначенными для стиля верт: широкие деки с узкой носовой частью и большими мягкими колёсами. Тем не менее в конце 80-х скейтбординг быстро развивался. Из-за малого количества скейт-парков, скейтеры начали кататься в торговых центрах. Это привело к неприязни общества к скейтбордингу, судебным искам к скейтерам и запрету катания в общественных местах.

### 1990-е — настоящее время
В настоящее время большинство скейтеров катаются в стиле стрит, поэтому скейты претерпели изменения. Их длина составляет от 30 (76,2 см) до 32 дюймов (81,28 см), ширина — от 7 до 8,6 дюймов. Но бывают и исключения, как в меньшую сторону, так и в большую. Например, выпускаются скейтборды шириной в 6 дюймов, предназначенные для детей, или доски шириной 9 и даже 9,5 дюймов, так называемый круизерные доски, но они изготавливаются в традиционном исполнении, то есть в форме «рыбки». В большинстве на них катаются в пулах и рампах, но есть люди, которым удобно кататься на таких в стрите. Колёса делают из очень твёрдого полиуретана, с твёрдостью примерно 99А, но их размер уменьшен, что делает скейтборд легче и облегчает выполнение трюков. Форма скейтборда сформировалась на основе скейтов для фристайла и стала стандартом с середины 1990-х. Также бывают скейтборды и других форм, как правило они коллекционные и не предназначены для катания.

### 2020 —олимпийский вид спорта
В 2016 году Международный олимпийский комитет включил cкейтбординг в программу летней Олимпиады в Токио в 2020 году.
Антропологи и социологи спорта отмечают противоречивые реакции на включения скейтбординга в олимпийскую программу. Неформальная сеть скейтбордистов всегда была центром власти в субкультуре скейтбординга. Именно эта неформальная сеть извлекала выгоду из контркультурной идентичности скейтбординга. И эта же неформальная сеть больше всего теряет, когда официальные регулирующие органы, такие как Международный олимпийский комитет и корпоративные спонсоры, признают скейтбординг видом спорта. При этом иные исследователи приходят к выводу, что девочки и женщины, занимающиеся скейтбордингом, а также другие миноризированные скейтбордисты, несомненно, выиграют от институциализации и спортивизации скейтбординга.

## Стойки
Стойка (англ. stance — стойка, положение) — позиция из которой выполняется трюк. Основная (базовая) стойка зависит от индивидуального удобства перемещения левым/правым боком вперед и использования задней ноги, в качестве щелчковой при прыжке.
Основные:
- goofy (англ. жарг. — бестолковый, глупый) — стойка, в которой левая нога является задней (толчковой).
- regular (англ. — обычный, нормальный) — стойка, в которой правая нога является задней (толчковой).
- монго — стойка, в которой передняя нога является толчковой, а задняя — щелчковой, данная постановка ног является неправильной.

Используемые только при выполнении трюков:
- switch (англ. — в знач. наоборот, переключение) — стойка, в которой передняя и толчковая ноги меняются местами.
- nollie stance — стойка, в которой передняя нога ставится на нос и выступает в роли щелчковой.
- fakie — стойка, по-сути, являющаяся nollie switch stance/движением спиной вперед в обычной стойке.

## Виды трюков

### Олли
Олли (англ. Ollie) — базовый трюк современной школы скейтбординга, заключающийся в поднятии доски в воздух без помощи рук. Интуитивно не понятен, что вызывает трудности в освоении. При обилии практики, понимание приходит непременно. Стабильность и высота выполнения возрастают со временем.
Нолли (англ. Nollie) — тот же прыжок, но выполняемый с щелчком с ноуза.

### Флипы

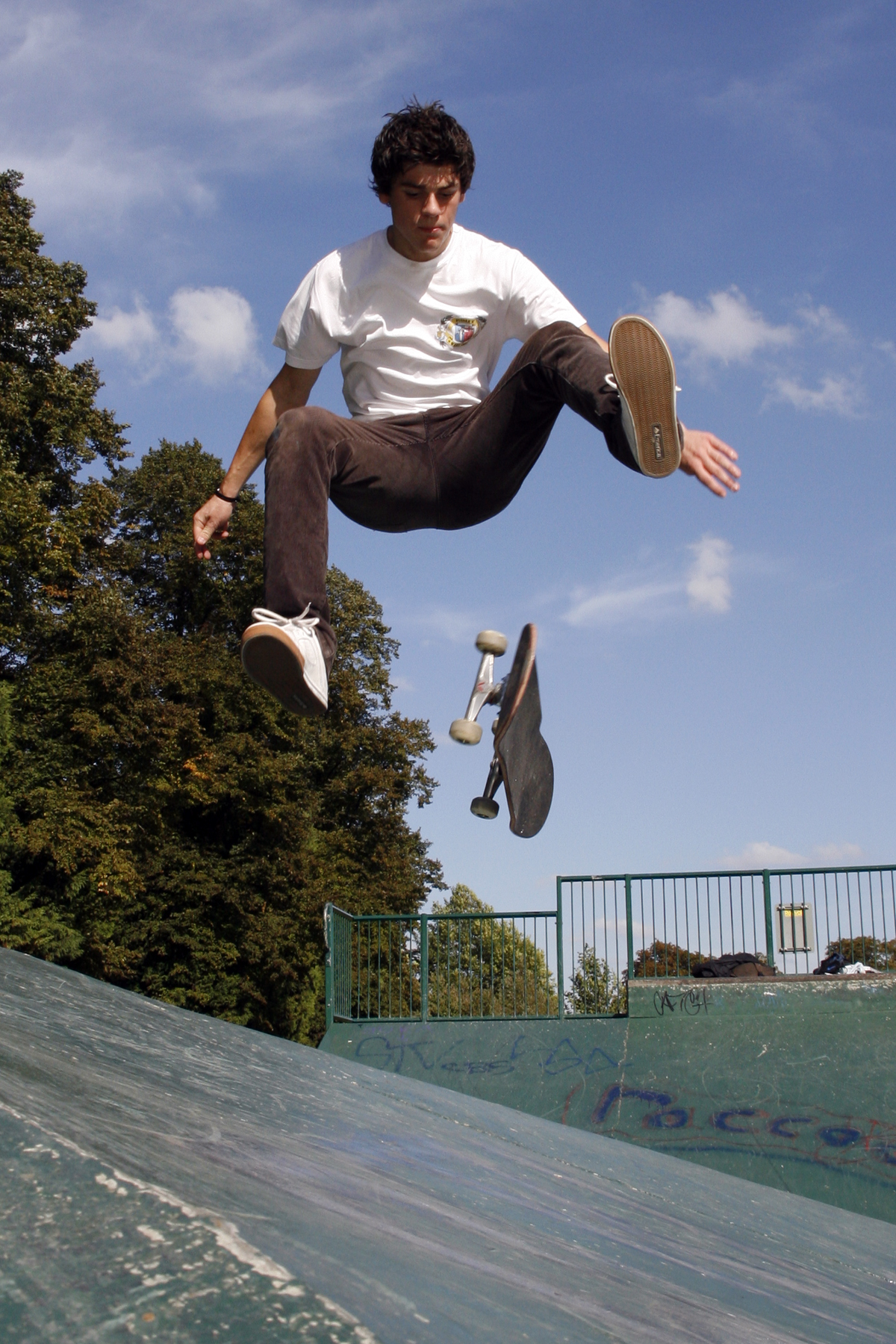
Пример флип-трюка

Флипы (англ. flip — переворот) — трюки, добавляющие к Ollie придание доске вращения в одной или нескольких плоскостях, сочетающие различные комбинации.

### Грэбы
Грэбы (англ. grab — захватывать) — вид трюков, в которых скейтер выполняет захват скейта руками.

### ГрайндыиСлайды
Слайды (англ. slide) и грайнды (англ. grind) — виды трюков, в которых скейтер выполняет скольжение на каком-либо предмете. Грайнды — скольжение на подвеске, слайды — скольжения на доске.

### Мэнуалы
Мэнуал (англ. manual) — трюк, заключающийся в балансировании на одной из колёсных осей скейтборда.

### Липы, столлы, стэнды
Липы (англ. lip), столлы (англ. stall), стэнды (англ. stand) — виды трюков, в которых скейтер удерживает равновесие на краю рамп, бордюров, рэйлов, стоя на доске, траках, одной ноге (Boneless) или собственных руках/руке.

## Стили катания

### Флэтграунд
Флэтграунд (англ. flatground; flat — ровный, ground — земля) — стиль, в котором трюки выполняются на ровных поверхностях (таких как асфальт, гранитные плиты) без препятствий.
В этом стиле катаются: PJ Ladd, Sewa Kroetkov, Johny Giger и др.

### Стрит
Стрит (англ. street) — стиль, в котором трюки выполняются на улице. В нём используются такие препятствия, как лестницы, бордюры, карнизы, поручни.
В этом стиле катаются: Nyjah Huston, Chris Cole, Luan Oliveira, Andrew Reynolds и др.

### Фристайл
Фристайл (англ. freestyle) — стиль, в котором трюки делаются только на плоскости. Был распространён в 70—80-х годах.
В этом стиле катаются: Rodney Mullen, Daewon Song и др.

### Верт
Верт (англ. vert, от англ. vertical — вертикальный) — стиль, в котором все трюки выполняются на рампе.
В этом стиле катаются: Tony Hawk, Danny Way, Bob Burnquist и др.

### Парк
Парк — стиль, в котором трюки выполняются в специально построенных парках — на рампах. Скейт-парк может имитировать такие препятствия как бордюры, лестницы, перила и др.

## Музыка
Скейтбординг породил новый поджанр панк-рока, называемый скейт-панк (англ. Skate punk).

## Видеоигры
- MTV Sports: Skateboarding (1999)
- Thrasher: Skate and Destroy (1999)
- Tony Hawk's Pro Skater (1999)
- Tony Hawk's Pro Skater 2 (2000)
- Tony Hawk's Pro Skater 3 (2001)
- Tony Hawk's Pro Skater 4 (2002)
- Tony Hawk's Underground (2003)
- Tony Hawk's Underground 2 (2004)
- Tony Hawk's Underground 2 Remix (2005)
- Tony Hawk's American Wasteland (2005)
- Tony Hawk's American Sk8land (2005)
- Tony Hawk's Project 8 (2006)
- Tony Hawk's Downhill Jam (2006)
- Tony Hawk's Proving Ground (2007)
- Skate (2007)
- Skate 2 (2009)
- Skate 3 (2010)
- Shaun White Skateboarding (2010)
- Tony Hawk's Pro Skater HD (2012)
- OlliOlli (2014)
- OlliOlli2: Welcome to Olliwood (2015)
- Tony Hawk's Pro Skater 5 (2015)
- Skate Jam (2018)
- Skater XL (2018)
- Session: Skate Sim (2022)